# Coelogyne flaccida
Coelogyne flaccida Lindl., 1830 è una pianta della famiglia delle Orchidacee originaria del Sud-est asiatico.

## Descrizione
È un'orchidea di medie dimensioni a crescita epifita. C. flaccida è costituita da un rizoma che porta pseudobulbi molto addensati, di forma conica, leggermente scanalati che portano al loro apice due foglie picciolate, di forma lanceolata, acuminate, scanalate, plicate, dotate di 3 nervature. La fioritura avviene in estate mediante un'infiorescenza racemosa, aggettante dalla base di uno pseudobulbo maturo, snella, lunga mediamente 25 centimetri, ricoperta di brattee floreali e portante da pochi a molti (da 5 a 12) fiori. Questi sono grandi in media 4 o 5 centimetri, si aprono contemporaneamente, non hanno lunga vita, sono molto odorosi (non troppo gradevolmente), hanno consistenza cerosa e sono color crema. I sepali sono di forma lanceolata, più grandi dei petali che sono della stessa forma, mentre il labello è trilobato con i lobi laterali rialzati e reca macchie di colore giallo e rosso scuro.

## Distribuzione e habitat
Pianta originaria delle montagne tropicali, si trova allo stato naturale nelle foreste montane inferiori e superiori di Nepal, India del Nord, Bhutan, Birmania, Laos e Cina meridionale, da 900 a 2000 metri sul livello del mare.

## Coltivazione
Le piante sono meglio coltivate in vaso e richiedono una posizione in ombra, temendo la piena luce del sole e temperature fredde. Nel periodo vegetativo devono essere annaffiate, aumentando un po' la temperatura. Queste piante andrebbero coltivate in terreno di media consistenza e ben drenato, come le cortecce d'abete.